# اسپارت
اسپارت یا اسپارته یا اسپارتا یا لاکِدمون (Lacedemone). شهر مشهور باستانی در شبه‌جزیرهٔ موزه واقع در یونان است. این شهر مرکز و پایتخت ناحیهٔ لاکونیا واقع در منتهای جنوبی شبه‌جزیرهٔ مذکور است و در محلی ناهموار و کوهستانی در ساحل رود اوروتاس جای دارد.
ارسطو گفته بود: «اسپارت خود را برای جنگ آماده می‌کرد و به‌هنگام صلح مانند شمشیرِ در غلاف زنگ می‌زد.» مقصودش این بود که ادب و هنر و عواطف و احساسات در اسپارتیان نمو نمی‌کرد. هنگام تولد طفلی، اگر شورای ریش‌سفیدان وی را از لحاظ استخوان‌بندی و نیرومندی نمی‌پسندید، در کوه‌ها می‌گذاردند تا تلف شود و اگر مورد پسند واقع می‌شد، مادر مؤظف بود وی را نگاه دارد. در نزدیکی این شهر پرتگاهی موسوم به باراترون است. اسپارتی‌ها کودکان سقط شده و علیل و ناتوان را در آنجا می‌افکندند.

## تاریخچه

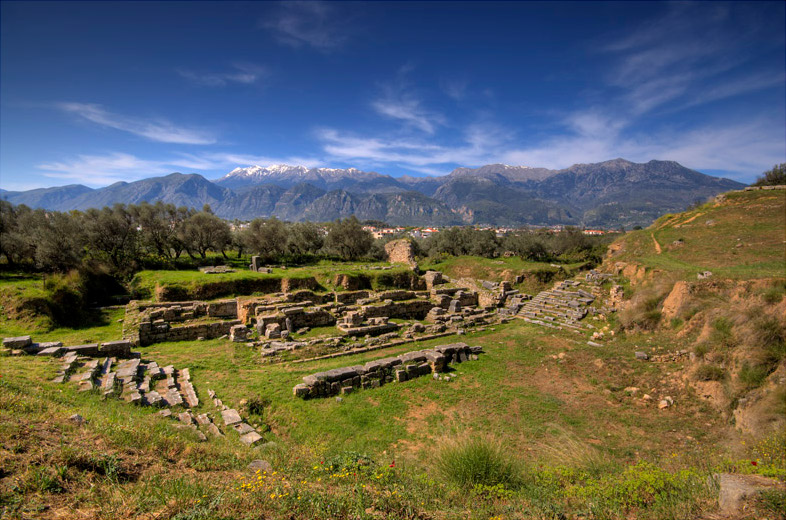
آمفی تئاتر باستانی اسپارت

گفتنی است این شهر را پادشاهی بنام اسپارتون در سال ۱۸۸۰ ق.م. بنا نهاده و لاسدمون که یکی از فرزندزادگان این پادشاه بوده در نزدیکی شهر قدیم، محله‌ای بزرگ موسوم به لاسدمون بنا کرد و به‌مرور زمان شهر وسعت یافت و هر دو بهم وصل شد و از این رو این شهر را گاه اسپارته و گاه لاکدمونه می‌گفتند. ابتدا پانزده تن از اعقاب اسپارتون مزبور حکومت کرده‌اند. (اسامی آنان در ذیل ذکر خواهد شد). سپس در سال ۱۱۹۰ ق.م. هرکولیها و دوریالیها اسپارت را متصرف شدند. در این هنگام رئیس آنان آرستوم زمام امور را در دست گرفته حائز عنوان پادشاهی گردید. بعد از وفات وی دو پسر توأمان وی به اشتراک حکمرانی و فرمانفرمائی می‌کردند، نام یکی پروکلیس و دیگری اُریستن بود. بعد از این دو همیشه امر پادشاهی را دو تن از نژاد آن دو به اشتراک اداره می‌کردند. در تاریخ ۸۹۸ ق.م. کودکی خاریلائوس نام از نژاد پروکلیس به حکومت رسید و ازین‌رو عموی وی لیکورگوس (Lycurgue) را نایب‌السلطنه کردند و او حکیمی بود و قانونی برای اسپارتیها وضع کرد که مبنی بود بر محدودیت حقوق دو پادشاه و ضمناً حکومت را به‌شکل یک جمهوری نظامی درآورد. قانون لیکورگوس قانون نظامی شدیدی می‌باشد. در موقع ضبط و تسخیر اسپارت بدست هرکولیان و دوریالیان دسته‌ای از اسپارتیان قدیم که از آخائیان محسوب می‌شدند به زیر فرمان درآمده مالیات و سپاهی می‌دادند و جمعی برعکس قبول اطاعت نکرده مغلوب و اسیر شده بودند و از این‌رو اهالی اسپارت به سه طبقه: حاکم، محکوم و برده تقسیم می‌شدند.
در سدهٔ هفتم و ششم ق.م. اسپارتیها بنای جنگ را با باشندگان مسینیا گذاردند. این شهر در انتهای جنوب غربی شبه‌جزیرهٔ موره واقع است. جنگ مدت مدیدی ادامه داشت عاقبت با پیروزی اسپارتیان پایان یافت. باشندگان را اسیر و دستگیر کردند مگر کسانی را که به جزیره (سیسیل) فرار کرده بودند. سپس کینوریا را که در جنوب شرقی موره واقع شده ضبط کردند و نیز قسمت اعظم آرکادیا واقع در وسط همان شبه‌جزیره را بدست آوردند و تدریجاً به تمام موره استیلا یافته بنوعی حق فرمانروایی بر بعض شهرهای بزرگ مستقل مانند آرگوس هم نایل گشتند. این مقدمات موجب آن شد که بنای رقابت با آتنی‌ها را بگذارند و اینان در آن سوی یونان می‌زیستند و از حیث بحریه بر اسپارتیها تفوق داشتند. این رقابت‌ها موجب جنگ‌های موره شد و در این مجادلات پیروزی نصیب اسپارتی‌ها گردید و شهر آتن را تسخیر و ضبط کردند، در نتیجه تمام یونان زیر نفوذ اسپارتیان درآمد. اما آنان قانون لیکورگوس را رعایت نکرده به عیش و عشرت پرداختند و در نتیجه آتنی‌ها و باشندگان تیبه و مردم دیگر جهات آن سرزمین به‌کمک و تشویق ایرانیان بنای شورش را گذاردند. در این هنگام اسپارتیها به موجب عهدنامه‌ای جزائر و مستملکات ساحلی آناتولی را به ایران واگذار کرده یونان‌زمین را مخصوص به خویش ساختند، سپس دلاوری موسوم به اپامینونداس از تیبه ظهور کرد و پس از استرداد استقلال وطن خود مسینیا و آرکادیا را از چنگ اسپارتیان درآورد و نزدیک بود که خود اسپارت را هم به تصرف درآورد اما اجل امانش نداد و در نتیجه اسپارتیها توانستند فقط استقلال خود را حفظ کنند.
در همین اوان اسکندر مقدونی خروج کرده تیبه را ویران و اسپارت را ضبط کرد. پس از وفات اسکندر اسپارت جزو اتحادیه آخائیا شد. این اتحاد در شبه‌جزیرهٔ موره از طرف هیئتی به‌وجود آمده بود. بالاخره در سال ۱۴۶ ق.م. اسپارت بدست رومیها افتاد و به ایالت اخائیا ملحق شد. در موقع تقسیم روم، اسپارت سهم امپراتور شرق یعنی قسطنطنیه شد و مرکز ایالت موره گشت. به هنگام پیروزی اهل صلیب یعنی ۱۲۰۴ م. در اینجا یک پرنس‌نشین (امارت) تشکیل شده بود که تحت تسلط شاهزاده‌ای از نسل پالئولوگها درآمد و او حائز عنوان دسپوتی اسپارت گردید.
بالاخره در ۸۶۴ ه‍.ق ابوالمغازی سلطان محمدخان ثانی این قطعه را فتح کرد و ضمیمهٔ ممالک عثمانی ساخت ولی پس از سه سال شاهزادهٔ ریمینی سجسموند این خاک را ضبط کرد و بسوخت و تخریب کرد. بار دیگر این خرابه بدست عثمانیان افتاد و از انقاض آن شهر میستره را به‌وجود آورده مرکز لوا قرار دادند. جمعیت اسپارت باستانی قریب ۳۲۰۰۰ تن بوده.
پادشاهان قدیم اسپارت از این قرارند:

### قبل ازهرکولیان
اسپارتون۱۸۸۰ق. م.
للکس۱۷۴۲ق. م.
میلس۱۵۶۷ق. م.
اوروتاس۱۶۳۱ق. م.
لاسدمون۱۵۷۷ق. م.
آمیکلاس۱۴۸۰ق. م.
ارگالوس––ق. م.
کینورتاس۱۴۱۵ق. م.
اومالوس––ق. م.
هبپونون––ق. م.
تیندار۱۳۲۸ق. م.
منلاس۱۲۸۰ق. م.
اورست۱۲۴۰ق. م.
نیسان۱۲۲۰ق. م.

### هرکولیها
آرستودم۱۱۹۰ق. م.

#### شعبهٔ پروکلیس
پروکلیس ۱۱۸۶ق. م.
ژولیوس دی آکپریوس از ۱۱۴۲ق. م.
اریپونق. م.
پریتانیس تا ۹۸۶ق. م.
اوتوم ۹۸۶ق. م.
پونیدکت۹۰۷ق. م.
خاریلائوس (کودک) ۸۹۸ ق.م.
نایب‌السلطنه از ۸۹۸ق. م.
لیکورگوس تا ۸۷۹ق. م.
لسفاندر۸۰۹ق. م.
تئوپومپ۷۷۰ق. م.
زوکیسدام۷۲۳ق. م.
آناکسیدام۶۹۰ق. م.
آگاسیکلیس۶۰۵ق. م.
آمستون۵۹۷ق. م.
آرخیدامنوس اول۴۶۶ ق.م.
آجیس اول۴۲۷ق. م.
آجسیلاس۴۰۰ق. م.
آرخیدامنوس دوم۳۶۱ ق.م.
آجیس دوم۳۳۸ق. م.
ودامیداس اول۳۳۰ق. م.
اکلیداس۲۳۴ق. م.
تئونیدس اول––ق. م.
فلیؤمبروت اول––ق. م.
لیکورگوس۲۱۹ق. م.
ماخانیداس۲۱۰ق. م.
تابیس از ۲۰۵ق. م. تا ۱۹۲ق. م.

#### شعبهٔ اوریستن
اوریستن
آجیس ۱۱۸۶ ق.م.
اخسترات
دوریسوس
دوریسوس۹۸۶ق. م.
آجسیلاس۹۵۷ق. م.
آرخلائوس۹۰۹ق. م.
تلکل۸۵۳ق. م.
آلکامن۸۱۳ق. م.
بولیدور۷۷۶ق. م.
اوریکرات اول۷۲۴ق. م.
آناکساندر۶۸۷ق. م.
اوریکرات دوم۶۵۲ق. م.
لیون۶۴۵ق. م.
آناکساندرید۵۹۷ق. م.
کلئوت اول۵۱۹ق. م.
دمارات۵۲۰ق. م.
لئوتیخید۴۹۲ق. م.
پاوسانیاس۴۸۰ق. م.
(نایب‌السلطنه)
پلستواناس۴۶۶ق. م.
پاوسانیاس۴۰۹ق. م.
آجسیپولیس اول۳۹۷ ق.م.
کلئوبروت ثانی۳۸۰ق. م.
آرتاس اول۳۰۹ق. م.
امروتاتوس۲۶۵ق. م.
آرتاس دوم۲۶۴ق. م.
لئونیداس دوم۲۵۷ق. م.
کلئومروت سوم ۲۴۳ق. م.
کلئومن سوم ۲۳۸ق. م.
آجسیپولیس سوم ۲۱۹ق. م.